# Грохот валковий

Грохот валковий.

Грохот валковий(рос. грохот валковый, англ. roller grizzly, нім. Walzenrost m) — грохот, просіювальна поверхня якого утворена системою паралельних обертових валків постійного або змінного перерізу. 

## Загальний опис
Г.в. застосовуються для крупної (попередньої) класифікації матеріалу за розміром 50, 75 або 100 мм, зокрема, для попереднього грохочення вугілля та антрацитів для відділення класу дрібніше 50 – 150 мм, а також на буровугільних брикетних фабриках для відділення класу дрібніше 5-6 мм.
На валках змонтовані ряди паралельних круглих, ексцентричних або фасонних дисків для хвилеподібного переміщення матеріалу у напрямку, перпендикулярному осям обертання валків. Просіювальні отвори утворюються суміжними валками та дисками. 

## Конструкція

Валкові грохоти (рис.) складаються з 7 – 14 паралельних валків 1, які встановлені на похилої рамі 4 і обертаються у напрямку руху матеріалу. На валки насаджені або відлити заодно з ними диски 2 чи «сферичні» трикутники. Валки з дисками створюють просіювальну поверхню з отворами, форма і розміри яких визначаються відстанями між валками і формою дисків. Нахил просіювальної поверхні у бік розвантаження становить 12-15о. 
За рахунок ексцентричного насадження дисків при їхньому обертанні відбувається розпушення матеріалу і його переміщення, а також підвищується ефективність грохочення. 

## Недоліки
При використанні валкових грохотів відбувається додаткове шламоутворення та значне забруднення підрешітного продукту верхнім класом, крім того, вони металоємні і ненадійні у експлуатації. Тому сьогодні ці грохоти замінені інерційними і циліндричними грохотами.